# Эскадренные миноносцы типа «Трайбл» (1936)
Эскадренные миноносцы типа «Трайбл» (англ. Tribal class destroyer) — тип эскадренных миноносцев Королевских ВМС Великобритании, Австралии и Канады периода Второй мировой войны. Эсминцы продолжали службу в период Холодной войны, в том числе принимали активное участие в боевых действиях во время Корейской войны.

## История разработки
В 1934 году, анализируя характеристики эсминцев, строящихся ведущими морскими державами, британское Адмиралтейство пришло к неутешительному выводу: самые современные на тот момент британские эсминцы серии «I» (стандартное водоизмещение 1370 т, четыре 120-мм орудия и десять 533-мм торпедных аппаратов) заметно уступали зарубежным одноклассникам. Вошедшие в строй в 1928—1932 годах японские эсминцы типа «Фубуки» при водоизмещении 1680 тонн были вооружены шестью 127-мм орудиями и девятью 610-мм торпедными аппаратами. Италия построила 12 эсминцев типа «Навигатори» водоизмещением 1870 т, вооружённых шестью 120-мм орудиями и четырьмя 533-мм торпедными аппаратами. Помимо них в итальянском флоте имелись более крупные лидеры эсминцев типов «Карло Мирабелло» и «Леоне». Во французском флоте имелось два десятка лидеров водоизмещением 2100—2400 тонн с пятью орудиями калибра 130/138-мм и шестью-девятью 533-мм торпедными аппаратами.
Сильнее всего британские эсминцы проигрывали японским. Британия, имевшая владения по всему Дальнему Востоку, не могла себе позволить такое отставание от потенциального противника. Поэтому было выдано задание на проектирование эсминцев новой серии, получившей первоначальное обозначение «V-лидер». Согласно требованиям, в ноябре 1934 года сформированным Морским штабом и командующими флотами, новые лидеры должны были осуществлять разведку, патрулирование, прикрытие крупных надводных кораблей и поддерживать атаки флотилий «обычных» эсминцев.
При этом должен был выполняться следующий ряд основных требований:
- стандартное водоизмещение должно быть ограничено договорными пределами для лидеров — то есть не более 1850 т;
- артиллерийское вооружение должно состоять из десяти 120-мм орудий с боезапасом 200 снарядов на орудие; по крайней мере часть из них должны иметь возможность вести зенитный огонь;
- максимальная скорость 36 узлов;
- дальность плавания порядка 5500 миль 15-узловым экономическим ходом;
- наличие «Асдика» для противолодочной обороны;

В качестве второстепенных выдвигались требования возможности ведения зенитного огня из орудий главного калибра (угол возвышения должен быть не менее 40°) и наличие зенитных 40-мм автоматов «пом-пом» для ПВО флота, гаваней и конвоев.
Десять орудий в рамках заданного водоизмещения можно было разместить лишь в спаренных артустановках. Первоначально планировалось размещение орудий по линейно возвышенной схеме с установкой трех «спарок» в носу и двух в корме. Но из-за чрезмерного увеличения силуэта от этого варианта отказались в пользу размещения пятого орудия в диаметральной плоскости между трубами. В качестве зенитного вооружения, кроме зенитных пулемётов, рассматривались два спаренных 40-мм «пом-пома», расположенных побортно, или один четырёхствольный, установленный в диаметральной плоскости. Торпедное вооружение считалось вспомогательным, поэтому соотношение его к артиллерийскому было нетрадиционно низким для британского флота. Рассматривались варианты установки двух трёхтрубных ТА побортно или одного, но пятитрубного. В конечном счёте остановились на четырёхтрубном.
От предложения использовать эшелонированную силовую установку отказались, так как требовавшееся увеличение длины на 10 метров привело бы к росту водоизмещения. К лету 1935 года на рассмотрение Контролёру Адмиралтейства контр-адмиралу Ч. Форбсу были выданы пять вариантов эскизного проекта, отличавшиеся мощностью силовой установки, количеством орудий главного калибра и дымовых труб (один из вариантов имел одну трубу, остальные — две):
- «a» — 5×2 120-мм АУ, 8*12,7-мм пулеметов, 45 000 л. с., 36 узлов, стандартное водоизмещение 1870 тонн при боезапасе для 120-мм орудий 240 снарядов на ствол (при снижении боезапаса до 190 на ствол водоизмещение становилось равным 1850);
- «b» — 5×2 120-мм АУ, 8*12,7-мм пулеметов, 41 500 л. с., 35,5 узла, стандартное водоизмещение 1850 тонн;
- «c» — 5×2 120-мм АУ, 8*12,7-мм пулеметов, 41 500 л. с., 35 узлов, стандартное водоизмещение 1812 тонн;
- «d» — 4×2 120-мм АУ, 12*12,7-мм пулеметов, 45 000 л. с., 36 узлов, стандартное водоизмещение 1832 тонны;
- «e» — 4×2 120-мм АУ, многоствольный 40-мм «пом-пом», 8*12,7-мм пулеметов, 45 000 л. с., 36 узлов, стандартное водоизмещение 1870 тонн.

В июне 1935 года был предложен вариант с 5×2 120-мм АУ, 44 000 л. с. ЭУ, 1×4 ТА, тремя котлами в отдельных отсеках и стандартным водоизмещением в 1850 тонн. Этот вариант и решено было пустить в работу, заменив орудие № 3 восьмиствольным «пом-помом» или двумя четырёхствольными. Изменение водоизмещения в этом случае было минимальны: 120-мм установка с системой подачи и боезапасом весила 52 тонны, восьмиствольный «пом-пом» с боезапасом и директором — 52,6 т., два четырёхствольных — 55,7 тонн.
Был выбран вариант с двумя «пом-помами», но из-за неудачного сектора стрельбы и ради сокращения веса от расположенного между трубами решили отказаться в пользу пары побортно расположенных счетверенных пулеметов «Виккерс». Уже после выдачи заказа на первую серию в проект внесли изменения: для улучшения мореходности был внедрен клиперный форштевень (что увеличило длину примерно на 3,5 метра) и изменена форма кормовой оконечности для повышения эффективности использования параванов.
Корабли серии были впервые оснащены системой управления зенитным огнём типа Fuze Keeping Clock, ставшей впоследствии стандартом для всех британских эсминцев военных лет.

## Строительство
7 ноября 1935 года было принято решение о постройке новых лидеров в рамках Строительной программы 1935 года. В программе 1935 года изначально были заложены ассигнования в размере 3 250 000£ на постройку флотилии из восьми эсминцев и одного лидера флотилии. Однако этих средств с трудом хватало только на семь новых кораблей (3 360 000£). Несмотря на очевидную необходимость свести новые эсминцы в тактические единицы из четырёх кораблей, аналогично эскадрам крейсеров, было принято решение не требовать новых ассигнований, а ограничиться постройкой семи кораблей в расчёте на то, что позже появится возможность доукомплектования флотилий.
В конце ноября 1935 года корабли получили названия в честь диких племён, населяющих британские колонии (к таковым почему-то причислили и казаков с татарами), став преемниками эсминцев Первой мировой войны типа «Трайбл» (англ. Tribe — племя, англ. Tribal — племенной, принадлежащий к племени).
В феврале 1936 года был объявлен тендер, в котором приняли участие 14 фирм. 10 марта контракты на постройку были заключены с компаниями «Виккерс-Армстронг», «Торникрофт», а также «Фэйрфилд» (по две единицы) и «А.Стефенс» (на один). Условиями контракта оговаривалась сдача кораблей через 24 месяца после подписания. Головной «Afridi» и «Cossack», доставшиеся «Виккерс-Армстронг», строились по несколько изменённому проекту как лидеры флотилий — на них оборудовались дополнительные помещения для размещения штаба.

## Конструкция

### Архитектурный облик

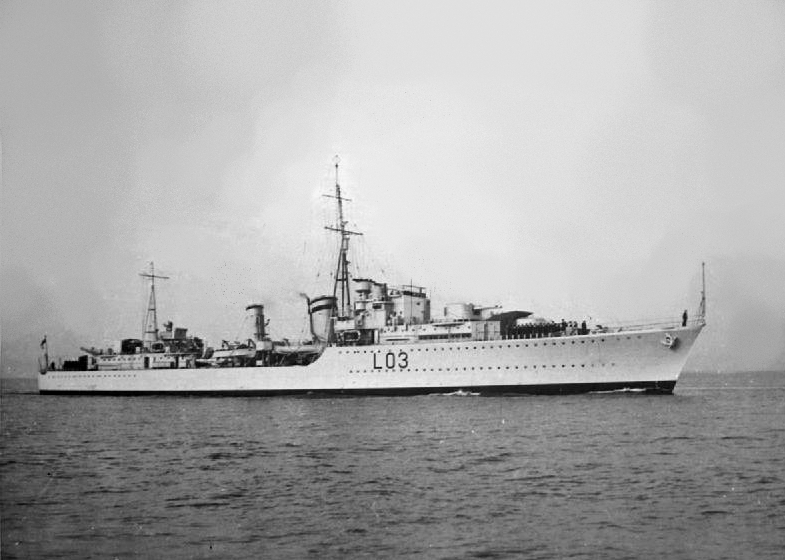
Эскадренный миноносец HMS Cossack, 1938 год

Эсминцы типа «Трайбл» отличались от предшественников заметно более острыми и стремительными обводами носовой части и особенно — наклонным форштевнем, заимствованным у французских контороторпедеров, придававшим облику кораблей стремительность. Около 40 % корпуса занимал полубак, слегка поднимавшийся к форштевню. В средней части корпуса шпангоуты имели небольшой завал внутрь. Корма традиционной для англичан формы: полукруглая с почти плоским образованием короткого подзора.

### Корпус
Эсминцы имели поперечный набор корпуса. Листы обшивки корпуса соединялись внахлёст. По всей длине корпуса шло двойное дно. На ходу 33 узла диаметр циркуляции составлял 1290 м при перекладке руля на 15° и 836 м — на 35°.

### Энергетическая установка

#### Главная энергетическая установка
Главная энергетическая установка включала в себя три трёхколлекторных Адмиралтейских котла и два одноступенчатых турбозубчатых агрегата Парсонса. Размещение ГЭУ — линейное. Котлы размещались в изолированных отсеках, турбины — в общем машинном отделении, при этом редукторы были отделены от турбин водонепроницаемой переборкой.
Рабочее давление пара — 21,2 кгс/см² (20,5 атм.), температура — 327 °C.

#### Дальность плавания и скорость хода
Проектная мощность составляла 44 000 л. с. при частоте вращения 350 об/мин, что должно было обеспечить скорость хода (при полной нагрузке) в 32,5 узла, однако на деле все эсминцы типа «Трайбл» превысили расчётную скорость, развив не менее 36 узлов при стандартом водоизмещении и не менее 34 при полной нагрузке.
Запас топлива хранился в восьми топливных танках, вмещавших 524 тонны мазута, что обеспечивало дальность плавания 5700 миль 15-узловым ходом или 3200 миль 20-узловым. Дальность плавания на полном ходу составляла порядка 1200 миль.
Для повышения остойчивости на австралийских и канадских эсминцах уложили балласт, а для компенсации веса уменьшили запас топлива до 505 т.
Гребные винты диаметром 3,12 м изготавливались из бронзы.

### Вооружение
Артиллерия главного калибра (ГК): 120-мм орудия с длиной ствола 45 калибров, в спаренных установках Мк. XIX. В количестве 8 орудий. Максимальный угол возвышения +40°, снижения −10°. Угол горизонтальной наводки установки составлял 320°- мёртвая зона 40°. Существенным плюсом орудий была значительная для такого калибра живучесть ствола — до 1400 выстрелов. Масса снаряда 22,7 кг, начальная скорость 807 м/с. Боезапас включал в себя 300 выстрелов на ствол (200 фугасных, 50 осколочных с дистанционным взрывателем и 50 осветительных) — то есть в сумме до 2400 снарядов и зарядов. Дальность стрельбы достигала 15 520 м при угле возвышения 40°.
«Трайблы» стран Содружества извлекли пользу из боевого опыта, полученного однотипными эсминцами Королевского флота, и к моменту вступления в строй несколько отличались от проектного вида. На позиции «X» изначально устанавливалась спаренная 102-мм зенитка, вторая труба срезалась на 1,2 м, вместо массивной грот-мачты на австралийских эсминцах стояла небольшая, на канадских она не устанавливалась вообще. В дополнение к этому, на канадских «трайблах» поменяли между собой места установки прожектора и счетверённого «пом-пома», что обеспечило последнему лучший сектор стрельбы.

#### Зенитное вооружение
Зенитное вооружение составляли пара счетверённых 12,7-мм пулемёта, Vickers .50 по бортам. Четырёхствольный двухфунтовый автомат «Виккерс», прозванный «пом-помом» за характерный звук, издаваемый при выстреле, имел длину ствола 40,5 калибра и обеспечивал 764-граммовому снаряду начальную скорость 732 м/с. Досягаемость по высоте не очень большая — 3960 м. Это отчасти компенсировалось высокой — 100 выстрелов/мин на ствол скорострельностью, позволявшей развивать высокую плотность огня.

#### Торпедное вооружение
Торпедное вооружение ограничивалось одним четырёхтрубным 533-мм торпедным аппаратом с четырьмя торпедами Mk.IX. Торпеды Mk.IX имели максимальную дальность 10 500 ярдов (9600 м) ходом 36 узлов. Боеголовка содержала 750 фунтов (340 кг) тринитротолуола.

#### Противолодочное вооружение
Для противолодочной роли корабли были оснащены гидролокатором и глубинными бомбами. Эсминцы несли 20 глубинных бомб, так же предусматривалась возможность взять десять бомб в перегруз.

## Представители
| Название                                    | Бортовой номер                              | Верфь                                               | Заложен                                     | Спущен на воду                              | Введен в строй                              | Судьба |
| 1-я группа. Тип «Трайбл» ВМС Великобритании | 1-я группа. Тип «Трайбл» ВМС Великобритании | 1-я группа. Тип «Трайбл» ВМС Великобритании         | 1-я группа. Тип «Трайбл» ВМС Великобритании | 1-я группа. Тип «Трайбл» ВМС Великобритании | 1-я группа. Тип «Трайбл» ВМС Великобритании | 1-я группа. Тип «Трайбл» ВМС Великобритании |
| ------------------------------------------- | ------------------------------------------- | --------------------------------------------------- | ------------------------------------------- | ------------------------------------------- | ------------------------------------------- | --- |
| «Afridi»                                    | F07                                         | Vickers-Armstrongs, Walker                          | 9 июня 1936                                 | 8 июня 1937                                 | 3 мая 1938                                  | Потоплен 3 мая 1940 германской авиацией в Намсосе, Норвегия                                                                                    |
| «Ashanti»                                   | F51                                         | William Denny & Brothers, Дамбартон                 | 23 ноября 1936                              | 5 ноября 1937                               | 21 декабря 1938                             | Продан на слом 12 апреля 1949 |
| «Bedouin»                                   | F67                                         | Denny                                               | январь 1937                                 | 21 декабря 1937                             | 15 марта 1939                               | Потоплен 15 июня 1942 авиацией после повреждения крейсерами «Raimondo Montecuccoli» и «Eugenio di Savoia» в Средиземном море южнее Пантеллерии |
| «Cossack»                                   | F03                                         | Vickers Armstrongs                                  | 9 июня 1936                                 | 8 июня 1937                                 | 7 июня 1938                                 | Потоплен 24 октября 1941 U-563 западнее Гибралтара                                                                                             |
| «Eskimo»                                    | F75                                         | Vickers Armstrongs                                  | 5 августа 1936                              | 3 сентября 1937                             | 30 декабря 1938                             | Продан на слом 27 июня 1949 |
| «Gurkha»                                    | F20                                         | Fairfield Shipbuilding & Engineering Company, Govan | 6 июля 1936                                 | 7 июля 1937                                 | 21 октября 1938                             | Потоплен 9 апреля 1940 авиацией в Ставангере, Норвегия                                                                                         |
| «Maori»                                     | F24                                         | Fairfield                                           | 6 июля 1936                                 | 2 сентября 1937                             | 2 января 1939                               | Потоплен 12 февраля 1942 авиацией в Ла-Валетте, Мальта                                                                                         |
| «Mashona»                                   | F59                                         | Vickers Armstrongs                                  | 5 августа 1936                              | 3 сентября 1937                             | 28 марта 1939                               | Потоплен авиацией 28 мая 1941 юго-западнее Ирландии во время охоты на «Бисмарка»                                                               |
| «Matabele»                                  | F26                                         | Scotts Shipbuilding & Engineering Company, Гринок   | 1 октября 1936                              | 6 октября 1937                              | 25 января 1939                              | Потоплен 17 января 1942 U-454 в Баренцевом море                                                                                                |
| «Mohawk»                                    | F31                                         | John I. Thornycroft & Company, Woolston             | 16 июля 1936                                | 15 октября 1937                             | 7 сентября 1938                             | Потоплен 16 апреля 1941 торпедами итальянского эсминца «Tarigo»                                                                                |
| «Nubian»                                    | F36                                         | Thornycroft                                         | 10 августа 1936                             | 21 декабря 1937                             | 6 декабря 1938                              | Продан на слом 11 июня 1949 |
| «Punjabi»                                   | F21                                         | Scotts                                              | 1 октября 1936                              | 18 декабря 1937                             | 29 марта 1939                               | Погиб 1 мая 1942. Протаранен линкором «King George V» в Атлантике                                                                              |
| «Sikh»                                      | F82                                         | Alexander Stephen & Sons, Linthouse                 | 24 сентября 1936                            | 17 декабря 1937                             | 12 октября 1938                             | Потоплен 14 сентября 1942 немецкой береговой батареей у Тобрука                                                                                |
| «Somali»                                    | F33                                         | Swan Hunter & Wigham Richardson, Wallsend           | 26 августа 1936                             | 24 августа 1937                             | 12 декабря 1938                             | Потоплен 20 сентября 1942 подводной лодкой U-703                                                                                               |
| «Tartar»                                    | F43                                         | Swan Hunter                                         | 26 августа 1936                             | 21 октября 1937                             | 10 марта 1939                               | Продан на слом 6 января 1948 |
| «Zulu»                                      | F82                                         | Stephen                                             | 10 августа 1936                             | 23 сентября 1937                            | 7 сентября 1938                             | Потоплен 14 сентября 1942 авиацией в Тобруке                                                                                                   |
| 2-я группа. Тип «Трайбл» ВМС Австралии      |                                             |                                                     |                                             |                                             |                                             | |
| «Arunta»                                    | I30                                         | Cockatoo Dockyard, Сидней                           | 15 ноября 1939                              | 30 ноября 1940                              | 30 апреля 1942                              | Продан на слом в 1969 |
| «Warramunga»                                | I44                                         | Cockatoo                                            | 10 февраля 1940                             | 2 февраля 1942                              | 23 ноября 1942                              | Продан на слом в 1963 |
| «Bataan»                                    | I91                                         | Cockatoo                                            | 18 февраля 1942                             | 15 января 1944                              | 25 мая 1945                                 | Продан на слом в 1958 |
| 3-я группа. Тип «Трайбл» ВМС Канады         |                                             |                                                     |                                             |                                             |                                             | |
| «Iroquois»                                  | G89                                         | Vickers Armstrongs                                  | 19 сентября 1940                            | 23 сентября 1941                            | 10 декабря 1942                             | Продан на слом в 1966 |
| «Athabaskan»                                | G07                                         | Vickers Armstrongs                                  | 31 октября 1940                             | 18 ноября 1941                              | 3 февраля 1943                              | Потоплен 29 апреля 1944 немецким миноносцем T.24                                                                                               |
| «Huron»                                     | G24                                         | Vickers Armstrongs                                  | 15 июля 1941                                | 25 июня 1942                                | 28 июля 1943                                | Продан на слом в 1965 |
| «Haida»                                     | G63                                         | Vickers Armstrongs                                  | 29 сентября 1941                            | 25 августа 1942                             | 18 сентября 1943                            | С 1964 действует в качестве музейного корабля в Гамильтоне, Онтарио                                                                            |
| «Micmac»                                    | R10                                         | Halifax Shipyards, Галифакс                         | 20 мая 1942                                 | 18 сентября 1943                            | 14 сентября 1945                            | Продан на слом в 1964 |
| «Nootka (ii)»                               | R96                                         | Halifax Shipyards                                   | 20 мая 1942                                 | 26 апреля 1944                              | 9 августа 1946                              | Продан на слом в 1964 |
| «Cayuga»                                    | R04                                         | Halifax Shipyards                                   | 7 октября 1943                              | 28 июля 1945                                | 20 октября 1947                             | Продан на слом в 1964 |
| «Athabaskan (ii)»                           | R79                                         | Halifax Shipyards                                   | 15 мая 1944                                 | 4 мая 1945                                  | 12 января 1947                              | Продан на слом в 1969 |

## Модернизации
Предприняли во время войны усиление зенитного вооружения и установка дополнительного оборудования что увеличило водоизмещение более чем на 100 т, причем основной его рост пришелся на «верхний» вес. Для улучшении остойчивости кораблей уложили в трюме 20 т балласта и увеличили размеры скуловых килей.

## Оценка проекта
Хотя по массе бортового залпа «Трайбл» не был рекордсменом, уступая «Фантаскам» (181,6 кг против 203 кг) и «Портерам» (181,6 против 200 {196}), но по массе выпускаемых в минуту снарядов главного калибра (1816 кг) «Трайбл» имел преимущество перед французскими «2400-тонниками» (1212 кг) и «Фантаском» (1616 кг), не говоря уже о японском «Фубуки» (831 кг) или итальянском «Навигатори» (735 кг), уступая лишь «Портерам» (2000 кг). Мореходность и остойчивость превосходили таковые у предназначавшихся для действий в океане американских эсминцев. Американские и японские эсминцы, обладавшими универсальными орудиями главного калибра, в то же время оставались практически без легкого зенитного вооружения. «Портеры» имевшие сопоставимое лёгкое зенитное вооружение имели неуниверсальный главный калибр. По дальности плавания «Трайбл» превосходили все эсминцы других стран Европы и американские эсминцы вплоть до «Гирингов», находясь на одно уровне с японскими эсминцами и американскими лидерами.
| Сравнительные ТТХ предвоенных эсминцев |                               |                               |                  |                           |                  |                                         |                          |
| Тип                                    | «Портер»                      | «Трайбл»                      | «Симс»           | «Берсальере»              | «Кагэро»         | «Гремящий»                              | «Дитер фон Рёдер»        |
| Построено единиц                       | 8                             | 27                            | 12               | 19                        | 19               | 28                                      | 6                        |
| Размерения Д×Ш×О, м                    | 116×11,2×3,2                  | 114,9×11,12×3,96              | 106,2×11,0×3,91  | 106,7×10,2×3,58           | 118,5×10,8×3,76  | 112,8×10,2×3,1                          | 123×11,8×4,3             |
| Водоизмещение, стандартное/полное, т   | 1850/2597                     | 1854/2519                     | 1764/2477        | 1688/2254                 | 2000/2490        | 1587/2180                               | 2373/3361                |
| Артиллерия ГК                          | 127-мм/38 — 4×2               | 120-мм/45 — 4×2               | 127-мм/38 — 5×1  | 120-мм/50 — 2×2           | 127-мм/50 — 3×2  | 130-мм/50 — 4×1                         | 127-мм/45 — 5×1          |
| Зенитная артиллерия                    | 28-мм/75 — 2×4, 12,7-мм — 2×1 | 40-мм/40 — 1×4, 12,7-мм — 2×4 | 12,7-мм — 4×1    | 13,2-мм — 12 (4×2), (4×1) | 25-мм — 2×2      | 76-мм — 2×1, 45-мм — 2×1, 12,7-мм — 2×1 | 37-мм — 2×2, 20-мм — 6×1 |
| Торпедное вооружение                   | 2 × 4 — 533-мм                | 1 × 4 — 533-мм                | 3 × 4 — 533-мм   | 2 × 3 — 533-мм            | 2 × 4 — 610-мм   | 2 × 3 — 533-мм                          | 2 × 4 — 533-мм           |
| Противолодочное вооружение             | 14 ГБ                         | ГЛ «Асдик», 20 ГБ             | ГЛ «QC», 14 ГБ   | 2 БМБ, 20? ГБ             | 18 ГБ            | 25 ГБ                                   | 18 ГБ                    |
| Энергетическая установка               | ПТ, 50 000 л. с.              | ПТ, 44 000 л. с.              | ПТ, 50 000 л. с. | ПТ, 48 000 л. с.          | ПТ, 52 000 л. с. | ПТ, 50 500 л. с.                        | ПТ, 70 000 л. с.         |
| Максимальная скорость, узлов           | 37                            | 36                            | 35               | 38                        | 35               | 38                                      | 38                       |
| Дальность плавания, морские мили       | 6500 на 12 узлах              | 5700 на 15 узлах 3200 на 20   | 6500 на 12 узлах | 2200 на 20 узлах          | 5000 на 18 узлах | 2640 на 19,8 узлах                      | 2020 на 19 узлах         |